# Всемирен потоп
Вижте пояснителната страница за други значения на Потоп.
Всемирният потоп е легендарно събитие, разказът за което съпътства развитието на човешките общества в продължение на хилядолетия. С най-голяма популярност днес се ползват описанието на всемирния потоп в земите на Библията (Старият завет) и старогръцкият мит за Девкалион и Пира, където се разказва, че хората някога станали толкова греховни, че били потопени под вода по божия повеля. Загинали почти всички с изключение на малцина избраници. Свързана с наказание, наложено от боговете върху греховните хора, е и представата за всемирен потоп, отразена в архивите на Двуречието. Схващането за всемирния потоп като природен катаклизъм е представено в известното в древността описание на катастрофалното събитие, засегнало цялата територия на Черно и Мраморно море заедно с разбиването на техните проливи, заляло и почти унищожило широк ареал от крайбрежните земи, както и голяма част от Мала Азия и равните терени на остров Самотраки. В тази катастрофа обаче хората били спасени с помощта на боговете, на които те продължили да отдават почит и след бедствието.

## Определение
Идеята за всемирен потоп е толкова древна, че повечето изследователи са на мнение, че той засяга зората на човешката история. Някои изследователи търсят началото на преданието за потопа в реално историческо събитие. Във всички случаи обаче става дума за гигантски катаклизъм, причинил почти масово унищожение на всичко, съществуващо на земята, а по-късните тълкувания само преразказват историята на този катаклизъм и го свързват с определени исторически събития – например някое голямо наводнение се асоциира пряко с потопа. Понятието е толкова древно, че някои учени като Карл Густав Юнг направо го причисляват към архетипите – първоначалните символи на човешкото мислене. Като се изключи възникването на легендата във всичките ѝ разновидности, общото е, че народите смятат, че:
1. Съществуващият преди потопа свят е бил подложен на тежко изпитание, граничещо с унищожение, от водната стихия.
2. В древните източници потопът се свързва с непреодолим природен катаклизъм, обясняван от източните древни общества като божи гняв, предизвикан от нравственото падение на хората.
3. Преданието за потопа има трайно присъствие в общественото съзнание и фолклора на много народи по света.

## Потопът в древните източници

### Старият завет[1]
Безспорно най-широко е разпространена библейската версия за световния потоп (Първа книга Мойсеева – Битие, глави 6, 7, 8 и 9). Поради греховността на човеците, Господ решава да унищожи живота. Глава 6.: „5. И видя Господ (Бог), че развратът между човеците на земята е голям, и че всичките им сърдечни мисли и помисли бяха зло във всяко време; ...“. В същото време той избира измежду всички хора Ной, поръчва му да приготви ковчег (кораб), в който да спаси себе си, семейството си и избрани двойки чисти земни животни.
Според Библията земните и небесните води заливат света. Глава 7.: „11. В шестстотната година на Ноевия живот, във втория месец, на седемнайсетия ден (27) от месеца, в тоя ден се раззинаха всички извори на голямата бездна, и окната небесни се отвориха; 12. и валя дъжд на земята четирийсет дена и четирийсет нощи ...19. И водата се усили твърде много на земята, тъй че се покриха всички високи планини, каквито има под цялото небе: ... 23. Изтреби се всичко, що съществуваше по лицето (на цялата) земя; от човек до скот, гадове и птици небесни – всичко биде изтребено от земята; остана само Ной, и каквото беше с него в ковчега. 24. А водата се издигаше над земята сто и петдесет дена.“
След края на бедствието, когато корабът е спрян от Араратската планина, Ной последователно пуска от своя кораб врана и гълъб. След като гълъбът се връща на кораба с „пресен лист от маслина“ в човката, Ной разбира, че земята вече е започнала да изсъхва. Глава 8.: „20. И съгради Ной жертвеник Господу; взе от всеки чист добитък и от всички чисти птици, и ги принесе всесъжение върху жертвеника.“.
След тежкото изпитание на потопа и извършването на приношението от страна на Ной, Господ се помирява с Ной. Глава 9.: „... 8. И рече Бог на Ноя и на синовете му с него: 9. ето. Аз сключвам Моя завет с вас и с потомството ви подир вас, 10. и с всяка жива душа, която е с вас, с птиците и с добитъка, и с всички земни зверове, които са при вас, с всички излезли от ковчега, с всички земни животни; 11. сключвам Моя завет с вас, че няма вече да бъде изтребяна всяка плът от потопни води и не ще вече да има потоп, който да опустоши земята.“.
Описанията на потопа в тези 4 глави от Стария завет повече от три хилядолетия се оказват измежду най-устойчивите вярвания на човечеството относно неговата история и начала. Това се дължи на убеждението, че Всемирният потоп не е единствено легенда, но почива върху фактите на реално световно събитие. Корените на това схващане се откриват в още по-далечната история на Месопотамия (Двуречие, Междуречие).

### Вавилон и Шумер
Като писмени документи вавилонско-шумерската версия, ранен вариант на която е описан в Епоса за Атрахасис (XVIII век пр. Хр.), е безспорно по-стара от библейската. Според някои изследователи библейската история е преразказ именно на тази по-стара легенда, според други и двете водят към един общ, още по-древен, възможно устен, незаписан, източник. Тази версия е документирана от вавилонския свещенослужител в храма на Мардук Бероз (Berossos, Berossus, Βεροσσος и др.), писал на древноелински; но най-ценните паметници са клинописните таблици от Библиотеката на Ашурбанипал (създадена не по-късно от 627 г. пр. Хр.). За съдържащите се в нея документи с произход, значително по-древен от VII в. пр. Хр., сочат археологически находки на фрагменти, отнасящи се към периоди – столетия и хилядолетия по-рано от царуването на Ашурбанипал.
Най-подробен е разказът за потопа, изложен в Епоса за Гилгамеш, съдържащ се в Библиотеката на Ашурбанипал. Разказът е представен в диалога между митичния герой Гилгамеш и не по-малко митичния Утнапищи. Иначе сюжетът е сходен с библейския – върховното божество Еа, гневно на човеците заради греховете им, „отвързва“ „световните води“, като единственият спасил се е Утнапищи, който, заедно спътниците си в спасителния кораб, получава безсмъртие и поради това събужда интереса на Гилгамеш. Безсмъртието му дава разкаялият се бог повелител на земята и отговорен за водите Енлил.
Съществуват някои различия. Например, не гълъбът, а поведението на лястовица показва на Утнапищи че водната стихия е оттеглена: „Ластовица изнесох и я пуснах да хвръкне./ Отлетя, разбрала, че спада водата,/ Не се върна – зацвърча, закълва и зацвъка.“

### Древна Гърция
Гръцкият вариант на Ной е Девкалион. Според „Библиотека (книга)“ на Псевдо-Аполодор Девкалион е син на титана Прометей, цар и свещеник. По съвета на своя баща Прометей, той също построява ковчег и влиза в него „с жена си и всичко необходимо“. Зевс изсипва голям дъжд и всичко живо в Древна Гърция загива, с изключение на неколцина, спасили се по високите върхове на планините. Девкалион плава с кораба си десет денонощия и накрая засяда на връх Парнас, а когато водите спаднали, излиза навън и принася жертва на Зевс-спасителя. Тази легенда, разказана от Псевдо-Аполодор, е доста късна – (ІІ век пр. Хр.), но археологическите свидетелства сочат, че тя има доста по-ранни корени.
„Девкалионовият“ потоп, макар и най-известният, не е нито първият, нито единственият в гръцките предания, които разказват за още две подобни катастрофи. Първата, преди Девкалион – по времето на Огиг. След Девкалион – по времето на Дардан, чието име е запечатано в топонимията и на негово име са наречени днешните Дарданели.
Трябва да се отбележи обаче, че Девкалионовият потоп е единственият, който носи глобалното значение (макар и непълно), на описания в библейския и шумеро-вавилонския разказ. Освен това, в старогръцката литература той се цитира повече като любопитно събитие, отколкото да му се придава определен етично-религиозен смисъл.

### Платоновата Атлантида
В диалозите си „Тимей“ и „Критий“, Платон привежда легендата за митичния континент Атлантида, която била разказана от египетските жреци на древногръцкия мъдрец Солон. Континентът е потопен от морските води. Интересното при Платон е, че според неговата версия за Атлантида, подобни бедствия са циклични и периодични, като понякога светът бива унищожаван от огън, понякога от вода (Тимей 22 c,d,e). Причините за потъването на Атлантида отново са в упадъка на обществения морал (Критий 120 е и сл.). Според самия Платон, потъването на Атландида е третият сериозен катаклизъм, преди потопа, свързван с името на Девкалион.

### Християнство
След като наследява преданието за потопа от Стария завет, християнството се отнася към него предимно като към факт, който трябва да намери своето етично и религиозно тълкуване. Въпреки това, но и свързано с него, на християнството не са чужди и определени метафизични или онтологични мисли, които обогатяват преданията за потопа и очевидно водят към по-древно, предписмено, разбиране за него. Интересен е коментарът в Новия завет: „Защото тия, които това искат, умишлено забравят, че небесата и земята открай време бяха съставени от вода и чрез вода със силата на Божието слово, поради което тогавашният свят, потопен от вода, загина“ (2 Петр. 3:5 – 6).

### Древна Индия
Според индийската митологична история, е имало няколко потопа през епохата Сатия-юга. На няколко пъти бог Вишну е трябвало да се превъплъщава в различни аватари, за да спаси света от гибел. При най-ранния потоп, Ману, по съвета на Матся (аватар на Вишну) отново строи кораб, и за да го закотви сред надигналите се води, го завързва на едно вековно дърво.
В някои от съвременните индийски легенди, разновидност на тази, рибата Матся предупреждава рибаря Ману, който я е уловил, за предстоящия потоп. В други Рама (друг аватар на Вишну), наложил наказание на Матся именно защото е издала идването на това бедствие. Тези версии са безспорно по-късни, но са ценен материал за изучаването на древноиндийското предание предвид твърде трудно уточняемата хронология при него.

### Други
В една или друга степен категорични, предания за потопа съществуват из целия древен свят с неговата култура – Америка, Африка, Австралия. Но те се отклоняват от цитираните горе предания в степен, че трудно могат да бъдат възприети като аналогии, а по-скоро като паралелизми. Интересен е фактът, че у континенталните азиатски народи и в Древен Китай почти не се споменава за потоп. Проблемът при изследването на митовете при безписмените народи произтича от това, че е трудно да се прецени доколко местната устна традиция не е повлияна от различни ранни мисионерски проповеди.

## Потопът и съвременната наука
Днешната наука и различните ѝ клонове се интересуват от преданията за потопа в опити да се установи и евентуално да се обясни неговото случване. Известно е, че в края на последния ледников период, преди около 20 000 години, морското ниво е със 120 метра по-ниско от днешното. В течение на близо десет хилядолетия то се покачва в резултат на постоянното топене на сняг и лед, свързано с валежи и наводнения.
- Най-старата версия се опитва да обясни преданието за потопа с наводнението, сполетяло древния Ур, най-големия град на Шумер. Наистина, при археологическите разкопки се установява, че между най-древните и по-късните пластове от този град, стои няколкометров слой глина, явно доказателство, че селището е било сериозно заливано в миналото и то за продължително време. Привърженици на тази теория има сред всички сфери на науката – от геологията до библейското богословие. Основен недостатък на тази теория е, че не може да обясни съществуването на аналози на легендата в други, твърде отдалечени части на света.
- Екзотична и интересна е теорията, която свързва преданията за потопа с образуването на днешното Черно море Преди около 7600 години природен катаклизъм разрушава естествените земни прегради на Черно море и го свързва със Средиземно море. В резултат на това нивото на водата в прилежащите към Черно море области се покачва рязко[4][5]. Освен недостатъка на предишната теория, тази има още един – покачването на равнището на водата е ставало твърде бавно, без други видими белези и трудно може да бъде представено като катаклизъм, който така силно се е запечатал в човешкото съзнание.
- Съвременните учени посвещават много сили и в работата си върху платоновата легенда за Атлантида.[6] Интересното в тази версия е, че според учените, свързващи мита за Атлантида с мита за потопа, става дума за наистина глобален катаклизъм, който след това се е предавал през поколенията и едва впоследствие е приемал външната форма на една или друго регионално бедствие. Основният недостатък на тази теория е, че тя не разполага с никакви конкретни данни нито за Атлантида, нито с убедителни доказателства за съществуването на такъв глобален катаклизъм.
- Някои изследователи на базата на общото между различните предания, приемат потопа почти буквално и се опитат да разгадаят неговата тайна с методите на съвременната наука – геохроноложки, геофизични, геоархеологични, стратирафски, въздушни и спътникови снимки и т.н.[7][8]
- Според модела за Потопа на Андрю Снелинг (доктор по геология от университета в Сидни и креационист), Потопът може да бъде обяснен с тектониката на земните плочи. Според него фактът, че земните плочи в днешно време се движат със скорост между 2 и 15 см. в година, не означава, че винаги скоростта е била такава. Съгласно неговия модел, разделянето на една земна плоча на няколко и движението, което наблюдаваме днес, е вследствие на глобален катаклизъм, който е причинил Потопа. В началото е имало само един континент (Пангея). На този континент не е имало високи планини, каквито наблюдаваме днес (които са се появили и продължават да се формират вследствие на Потопа). Изведнъж нещо в океана е причинило бързо и мащабно пропадане на студената и по-тежка земната кора в топлата и по-лека мантия, като причинява разкъсване на едната цялостна земна плоча на няколко и скоростно и катастрофично движение на новообразуваните плочи. По този начин в рамките на няколко седмици единият първоначален континент е разделен на няколко части на голямо разстояние една от друга. Магмата, която излиза на местата на разкъсванията води до много бързо загряване на водата в новообразуваните океани, което довежда до масово изпаряване в атмосферата, съответно до продължителни дъждове. Поради това, че магмата е по-топла и по-лека, тя се издига до по-високо ниво с около 1000 м. от първоначалното дъно на океана, като по този начин изтласква водата по-нагоре, което довежда до заливане на цялата земна повърхност. След като новообразуваните океански дъна постепенно изстиват, натежават и потъват, като отварят място на водата да се оттегли от залятата суша, с което потопът приключва за около година (колкото е времетраенето му в Библията). При бързото оттегляне на водата, на много места наслоените утайки с труповете на загиналите животни и растения биват завлечени от водите в крайбрежните зони, където се наслояват и в днешно време са находища на полезни изкопаеми. Според този модел за Потопа, основната част от седиментните скали, разположени по цялата земя и особено добре забележими в Гранд Каньон, са утайки, образувани по времето на потопа и вкаменили се впоследствие, съхранили в себе си останките на загинали от катаклизма животни.

## Потопът и религията
Потопът заема основополагащо място в съвременното християнство, ислям, юдаизъм и индуизъм. Макар определени клонове от богословието, свързано с тези науки (например християнската библейска археология) да се занимават с изследване на историчността на потопа, като цяло тълкуването се пренася към нравствено-религиозните ценности, свързани с тази част от свещената история, такава, каквато е в съответните религии. За религиозното съзнание потопът е факт, а не мит и при него важно място заемат причините, породили потопа и неговите последици, а не толкова това, дали той е бил глобален, кога точно се е случил и изобщо конкретните му измерения. Така за юдаизма потопът е важен като началото на „сключването“ на „завет“ между Бога и човека. Християнството допълнително асоциира ноевия ковчег с предобраз на Църквата, която води към спасение, ислямът в нравствен аспект го тълкува предимно като предупреждение към бъдните поколения.